# Rezerwat przyrody Mogielica
Rezerwat przyrody Mogielica – faunistyczny rezerwat przyrody na szczycie i północnych stokach najwyższego szczytu Beskidu Wyspowego – Mogielicy (1171 m). Pod względem administracyjnym znajduje się w województwie małopolskim, powiecie limanowskim, na obszarze gminy Słopnice (miejscowość Słopnice) i gminy Dobra (miejscowości Chyszówki i Półrzeczki). Utworzony został 12 marca 2011 na podstawie zarządzenia 37/10 Regionalnego Dyrektora Ochrony Środowiska w Krakowie z dnia 30 grudnia 2010, opublikowanego 25 lutego 2011.
Obszar ma powierzchnię 50,44 ha, a ponadto utworzono jego otulinę o powierzchni 90,69 ha. Utworzony został w celu „ochrony głuszca Tetrao urogallus i jego biotopu, a także innych rzadkich gatunków ptaków oraz siedlisk przyrodniczych i form skalnych występujących w szczytowej partii góry Mogielica. Ze względu na dominujący przedmiot ochrony rezerwat zalicza się do typu faunistycznego (PFn), podtypu ptasiego (pt) oraz typu biocenotycznego i fizjocenotycznego (PBf), podtypu biocenoz naturalnych i półnaturalnych (bp) z elementami typu geologicznego i glebowego (PGg), podtypu form tektonicznych i erozyjnych (te). Ze względu na główny typ ekosystemu, rezerwat zalicza się do typu leśnego i borowego (EL), podtypu borów górskich i podgórskich (bgp) oraz podtypu lasów górskich i podgórskich (lgp). Nadzór nad rezerwatem sprawuje Regionalny Dyrektor Ochrony Środowiska w Krakowie.” (cytat z zarządzenia).
Starania o utworzenie tego rezerwatu rozpoczęto w 2005, kiedy to gmina Słopnice uchwaliła projekt budowy kompleksu narciarskiego na północnych stokach Mogielicy. Jego górna stacja znajdowałaby się w ostoi głuszca. M.in. dzięki staraniom ekologów, głównie członków Małopolskiego Koła TP Bocian nie doszło do realizacji tego projektu. Organizacja ta wykonała szczegółową inwentaryzację przyrodniczą kopuły szczytowej Mogielicy. W wyniku tej inwentaryzacji stwierdzono, że na obszarze rezerwatu gniazdują m.in. tak rzadkie w Polsce gatunki ptaków, jak: dzięcioł trójpalczasty, dzięcioł białogrzbiety, sóweczka, włochatka, drozd obrożny, czeczotka, orzechówka zwyczajna, ponadto teren ten znajduje się w rewirze łowieckim puszczyka uralskiego, puchacza, orlika krzykliwego i orła przedniego. W wielkim kompleksie leśnym Mogielicy stale bytują też wilki i rysie, a czasami pojawia się niedźwiedź brunatny.
Mogielicę porastają głównie lasy bukowo-jodłowe, zaś w kompleksie szczytowym znajduje się naturalny płat górnoreglowej świerczyny. Starania o utworzenie rezerwatu popierane były przez zarządzające tym terenem Nadleśnictwo Limanowa. Leśnicy już od 2005 roku począwszy zaprzestali wycinki drzew na projektowanym obszarze rezerwatu. Zdaniem działaczy ochrony przyrody utworzenie rezerwatu „Mogielica” jest jednak tylko częściowym sukcesem. Wybudowanie bowiem wieży widokowej na szczycie Mogielicy spotęgowało ruch turystyczny. Obszar rezerwatu będący kompromisem między działaczami ochrony a radami gmin jest zdaniem ekologów zbyt mały i powinien zostać włączony do sieci Natura 2000 (obecnie tylko niewielki fragment na południu rezerwatu wchodzi w skład obszaru siedliskowego „Ostoja Gorczańska” PLH120018).